# Nagy Endre (szociológus)
Nagy J. Endre (Ózd, 1941. november 17. –) magyar szociológus, jogász, egyetemi tanár, a Magyar Tudományos Akadémia doktora, a Semmelweis Egyetem professzor emeritusa. Az állam- és jogtudományok kandidátusa (1979). A Magyar Tudományos Akadémia doktora (2007).

## Életpályája
1964–1968 között a József Attila Tudományegyetem Állam- és Jogtudományi Karának hallgatója volt. 1968–1969 között az Egri Városi-Járási Ügyészségen fogalmazó volt. 1969–1970 között az MSZMP Központi Bizottság (KB) Társadalomtudományi Intézetében szociológiát tanult. 1970–1976 között a Magyar Tudományos Akadémia Állam- és Jogtudományi Intézetének tudományos munkatársa volt. 1972-ben Strasbourgban és Párizsban tanult.
1976–1982 között az Eötvös Loránd Tudományegyetem Szociológiai Intézetének adjunktusa, 1982–1985 között docense, 1986–1995 között másodállású docense volt. 1985–1989 között a Magyar Tudományos Akadémia Szociológiai Bizottságának tagja volt. 1986–1991 között a Janus Pannonius Tudományegyetem Jogtudományi Karának szociológiai tanszékvezető egyetemi tanára volt. 1990–1995 között az Esély szerkesztőbizottsági tagja volt. 1990–1996 között a Magyar Szociológiai Társaság Elméleti és Elmélettörténeti Szakosztályának elnöke volt. 
1991-től a Janus Pannonius Tudományegyetem Bölcsészettudományi Karának szociológiai és szociálpolitikai tanszékvezető egyetemi tanára. 1991–1993 között a szekszárdi Illyés Gyula Pedagógiai Főiskola tanszékvezetője volt. 1991–1995 között a Magyar Tudományos Akadémia Közigazgatástudományi Bizottság és Politikatudományi Bizottság tagja volt. 1994-ben habilitált a Janus Pannonius Tudományegyetemen. 1994-től egyetemi tanár. 1995–2004 között a Vigilia szerkesztőbizottsági tagja volt. 1996-tól a Janus Pannonius Tudományegyetem Bölcsészettudományi Kar dékánhelyettese. 1999-től a Berzsenyi Dániel Főiskola Európa-tanulmányok tanszékén egyetemi tanár. 2000–2005 között a Pázmány Péter Katolikus Egyetem Bölcsészettudományi Karának szociológia tanszékén egyetemi tanár volt. 2007-ben az Magyar Tudományos Akadémia doktora lett. 2008 óta a Semmelweis Egyetem professzor emeritusa.
Kutatási területe a szociológia, a szociológiatörténet, a magyar állam- és jogbölcseleti gondolkodás, a szociológiaelmélet és a vallásos társadalomelméletek.

## Művei
- A közigazgatás kutatásának tudományos irányzatai (1976)
- Jog és filozófia: Antológia a század első felének polgári jogelméleti irodalma köréből (1981)
- Magyar közigazgatástörténet (1982)
- Bibó István: Valogatott tanulmányok (1986)
- Magyar szociológiatörténeti szöveggyűjtemény (1987)
- Filozófiai írásai (1992)
- Eszme és valóság. Magyar szociológiatörténeti tanulmányok (1993)
- Szociológia, szociálpolitika, szociális munka (szerkesztő, 2001)
- Szociokalandozások. Válogatott szociológiai tanulmányok (2003)
- A tettbeszéd (2004)
- Kis prométheuszi pillanatok (2006)
- Magyar alkotmány- és közigazgatástörténet (Rácz Lajossal, 2007)
- Tizenkét költemény: Irodalomszociológiai tanulmányok (2015)
- Keserédes testvérség: Polányi Károly és Polányi Mihály (2018)
- Kereszténység és szabadság: Válogatott tanulmányok (2020)
- Kertész, avagy: miért nincs sorsunk (2021)
- Szépség és/vagy igazság (2021)
- Jászi Oszkár államtana (2021)

## Díjai
- A Magyar Érdemrend tisztikeresztje (polgári tagozat, 2023)